# Tyrosinkinase Fyn
Die Tyrosinkinase Fyn ist ein Enzym in Wirbeltieren, das die Phosphorylierung mehrerer Proteine an der Aminosäure Tyrosin katalysiert (Tyrosinkinase). Diese Reaktion ist Teil von etwa einem Dutzend Signalwege, die unentbehrlich für die Embryonalentwicklung des Gehirns und dessen spätere Funktion sind. Beim Menschen kontrolliert Fyn das Wachstum der Axone und den Calciumgehalt von Zellen. Von den drei bekannten Isoformen wird 'B' besonders im Gehirn und 'T' in T-Zellen exprimiert.

## Interaktionen
Für FYN wurden einige Interaktionen mit anderen Proteinen nachgewiesen.
- ADD2[3]
- Alpha-tubulin 3C,[4]
- BCAR1[5][6]
- Cbl gene[7][8]
- CBLC[9]
- CD36[10][11]
- CD44[12]
- CDH1[13]
- CHRNA7[14]
- Colony stimulating factor 1 receptor[15]
- C-Raf[16]
- CTNND1[17][13]
- DLG4[18][19]
- Dystroglycan[20]
- EPHA8[21]
- Fas ligand[22][23]
- FYB[24][25]
- GNB2L1[26][27]
- GRIN2A[28][18][19][29]
- ITK[30][31]
- Janus kinase 2,[32]
- KHDRBS1[33][34]
- Nephrin[35][36]
- PAG1[37]
- PIK3R2[38]
- PRKCQ[39]
- Protein unc-119 homolog[40]
- PTK2[41][42]
- PTK2B[43][44][45]
- RICS[46]
- SH2D1A[47][48]
- SKAP1[49][50][25]
- Syk[8]
- Tau-Protein[4]
- TNK2,[51]
- TrkB[52]
- TRPC6[53]
- Tyrosine kinase 2[54]
- Wiskott-Aldrich syndrome protein[55][56][57]
- ZAP-70[58]